# 2018年のワールドシリーズ
2018年の野球において、メジャーリーグベースボール（MLB）優勝決定戦の第114回ワールドシリーズ（英語: 114th World Series）は、10月23日から28日にかけて計5試合が開催された。その結果、ボストン・レッドソックス（アメリカンリーグ）がロサンゼルス・ドジャース（ナショナルリーグ）を4勝1敗で下し、5年ぶり9回目の優勝を果たした。
第3戦はイニング数でも試合時間でもそれまでのシリーズ最長記録を更新する延長18回・7時間20分の長丁場となり、最後はマックス・マンシーの本塁打でドジャースがサヨナラ勝ちした。しかしレッドソックスは、それ以外の試合をひとつも落とさずに優勝を決めた。シリーズMVPには、第5戦で2本塁打を放つなど、5試合で打率.333・3本塁打・8打点・OPS 1.667という成績を残したレッドソックスのスティーブ・ピアースが選出された。レギュラーシーズン途中で移籍してきた選手の同賞受賞は、1969年シリーズのドン・クレンデノン以来史上2人目である。またレッドソックス監督のアレックス・コーラは、ラテンアメリカ人として13年ぶり史上2人目、プエルトリコ出身者としては史上初のシリーズ優勝監督となり、監督業1年目でシリーズを制覇した17年ぶり史上5人目の人物にもなった。
冠スポンサーは前回に引き続き、Google傘下動画投稿サイトのテレビ放送配信サービス "YouTube TV" が務める。よって大会名はワールドシリーズ presented by YouTube TV（英語: World Series presented by YouTube TV）となる。

## ワールドシリーズまでの道のり

### 両チームの2018年
10月18日にまずアメリカンリーグでレッドソックス（東地区）が、そして20日にはナショナルリーグでドジャース（西地区）が、それぞれリーグ優勝を決めてワールドシリーズへ駒を進めた。
レッドソックスは前年の地区シリーズでヒューストン・アストロズに敗れると、そのアストロズでベンチコーチを務めていたアレックス・コーラを新監督に招聘し、本塁打数リーグ最少と長打力不足の打線にJ.D.マルティネスを加えた。しかしメディアの予想では、ニューヨーク・ヤンキースよりも下とする声が大多数を占めていた。こうしたなかでレッドソックスは、開幕戦で敗れたあと9連勝→1敗→8連勝で最初の19試合を17勝2敗とし、1920年のライブボール時代突入後5例目の高勝率でシーズンを始める。その後も勝利を積み重ねて地区優勝争いを優位に進め、前半戦終了時には68勝30敗として、2位ヤンキースに4.5ゲーム差をつけた。シーズン途中のトレードでスティーブ・ピアースやネイサン・イオバルディ、イアン・キンズラーを補強すると、8月2日からのヤンキースとの直接対決4連戦では初戦でピアースが3本塁打、第3戦でイオバルディが8回無失点の好投など新戦力の活躍もあって4連勝した。これでゲーム差を9.5まで広げてからは独走状態となって、最終的には108勝54敗で地区優勝のみならず30球団最高勝率、さらには球団118年の歴史上最高勝率も達成した。平均得点5.41はリーグ最高、防御率3.75はリーグ3位。マルティネスやムーキー・ベッツら中心選手の活躍に加えて、首脳陣と選手の間の雰囲気が前年から一転して良くなったことも、好成績の要因として挙げられる。地区シリーズではヤンキースを3勝1敗で、リーグ優勝決定戦ではアストロズを4勝1敗で、それぞれ下した。
ドジャースは前年のワールドシリーズでアストロズに敗れたが、その後のオフはあまり動かなかった。12月にはアトランタ・ブレーブスとのトレード交渉をまとめ、エイドリアン・ゴンザレスら4選手との交換でマット・ケンプを獲得したが、これは年俸総額調整が目的であり、ケンプを戦力とは見なしていなかった。シーズン序盤のドジャースは、コーリー・シーガーやクレイトン・カーショウら主力の故障離脱が相次ぎ、抑えのケンリー・ジャンセンが救援失敗を重ねたこともあって、一時は16勝26敗で負け越し数が2桁に達した。しかしそこから盛り返して、前半戦終了時には53勝43敗で地区首位に浮上していた。前半戦途中で2桁負け越しのチームが前半戦終了時にここまで勝率を上げたのは史上初である。ケンプやマックス・マンシー、ロス・ストリップリングらが、期待以上の働きで離脱者の穴を埋めた。7月18日にはシーガーの代役としてマニー・マチャドをトレードで獲得し、後半戦はアリゾナ・ダイヤモンドバックスやコロラド・ロッキーズと地区優勝を争う。結局、162試合終了時点では91勝71敗でロッキーズと並び、直接対決の1試合プレイオフに5－2で勝利して地区6連覇を決めた。投手陣に規定投球回到達者がおらず、野手でもシーガーやジャスティン・ターナーらが長期欠場しながらも、平均得点4.93と防御率3.38のいずれもリーグ最高と選手層の厚さが光った。地区シリーズではブレーブスを3勝1敗で、リーグ優勝決定戦ではミルウォーキー・ブルワーズを4勝3敗で、それぞれ下した。

### ホームフィールド・アドバンテージ
ワールドシリーズの第1・2・6・7戦を本拠地で開催できる "ホームフィールド・アドバンテージ" は、レギュラーシーズンの勝率がより高いほうの球団に与えられる。ポストシーズン進出10球団のアドバンテージ優先順位は以下の通り。
| 優先順位   | 球団                           | レギュラーシーズン成績 | レギュラーシーズン成績         | ポストシーズン結果              |        |        |        |
| 優先順位   | 球団                           | レギュラーシーズン成績 | レギュラーシーズン成績         | ポストシーズン結果              | WCG    | DS     | LCS    |
| ---------- | ------------------------------ | ---------------------- | ------------------------------ | ------------------------------- | ------ | ------ | ------ |
| 01         | ボストン・レッドソックス       | 108勝54敗・勝率.667    | AL東地区優勝                   | ワールドシリーズ進出            | 免除   | 3勝1敗 | 4勝1敗 |
| 02         | ヒューストン・アストロズ       | 103勝59敗・勝率.636    | AL西地区優勝                   | リーグ優勝決定戦（LCS）敗退     | 免除   | 3勝0敗 | 1勝4敗 |
| 03[※1]     | ニューヨーク・ヤンキース       | 100勝62敗・勝率.617    | AL東地区2位＝第1ワイルドカード | 地区シリーズ（DS）敗退          | 1勝0敗 | 1勝3敗 | －     |
| 04[※1]     | オークランド・アスレチックス   | 097勝65敗・勝率.599    | AL西地区2位＝第2ワイルドカード | ワイルドカードゲーム（WCG）敗退 | 0勝1敗 | －     | －     |
| 05[※1][※2] | シカゴ・カブス                 | 095勝68敗・勝率.583    | NL中地区2位＝第1ワイルドカード | ワイルドカードゲーム（WCG）敗退 | 0勝1敗 | －     | －     |
| 06[※1][※2] | ミルウォーキー・ブルワーズ     | 096勝67敗・勝率.589    | NL中地区優勝                   | リーグ優勝決定戦（LCS）敗退     | 免除   | 3勝0敗 | 3勝4敗 |
| 07[※1][※3] | クリーブランド・インディアンス | 091勝71敗・勝率.562    | AL中地区優勝                   | 地区シリーズ（DS）敗退          | 免除   | 0勝3敗 | －     |
| 08[※1][※3] | ロサンゼルス・ドジャース       | 092勝71敗・勝率.564    | NL西地区優勝                   | ワールドシリーズ進出            | 免除   | 3勝1敗 | 4勝3敗 |
| 09[※1][※3] | コロラド・ロッキーズ           | 091勝72敗・勝率.558    | NL西地区2位＝第2ワイルドカード | 地区シリーズ（DS）敗退          | 1勝0敗 | 0勝3敗 | －     |
| 10[※1]     | アトランタ・ブレーブス         | 090勝72敗・勝率.556    | NL東地区優勝                   | 地区シリーズ（DS）敗退          | 免除   | 1勝3敗 | －     |

※1  同一リーグ内の地区シリーズやリーグ優勝決定戦では、勝率に関係なく地区優勝球団はワイルドカード球団より上位に位置づけられるが、ワールドシリーズだけはこれに当てはまらない。
※2  ワールドシリーズのホームフィールド・アドバンテージを決定する際には、レギュラーシーズン163試合目扱いとなるワンゲームプレイオフの結果は考慮されない。162試合目終了時点で同率の場合、その時点で直接対決を勝ち越している球団が上位となる。カブスとブルワーズは95勝67敗・勝率.586で並び、直接対決はカブスが11勝8敗と勝ち越しているので、カブスが上位となる。
※3  上と同様に、ワンゲームプレイオフの結果は考慮されない。162試合目終了時点ではドジャースもロッキーズも91勝71敗・勝率.562であり、インディアンスも含め3球団が同率となる。この場合、まず直接対決の結果が問題となる。インディアンスはドジャースともロッキーズとも対戦がなく、ドジャースはロッキーズに12勝7敗と勝ち越しているため、ドジャースがロッキーズよりも上位となる。続いて、この年の直接対決がない場合は、それぞれの球団が同地区他球団相手に残した成績が決め手となる。インディアンスがアメリカンリーグ中地区4球団相手に49勝27敗・勝率.645だったのに対し、ドジャースはナショナルリーグ西地区4球団相手に44勝32敗・勝率.579、ロッキーズもナショナルリーグ西地区4球団相手に41勝35敗・勝率.539だった。したがって、インディアンスが3球団で最も上位となる。
10月8日、アメリカンリーグの地区シリーズでインディアンスの敗退が決まった。この時点で、アメリカンリーグで勝ち残っていたのはアストロズ、レッドソックスとヤンキースの3球団である。この3球団はいずれも、ナショナルリーグのどの球団よりも勝率が高い。したがってインディアンスの敗退により、アドバンテージがアメリカンリーグ優勝球団へ与えられることが確定した。

## 両チームの過去の対戦

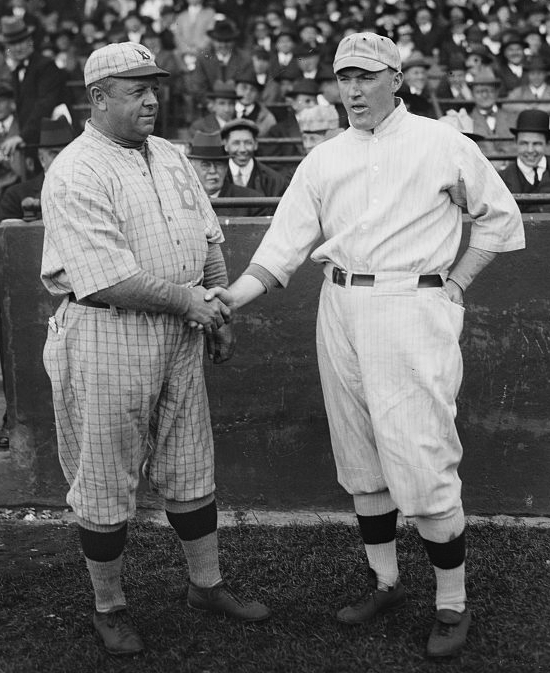
1916年のワールドシリーズで握手する両チームの監督。左がロビンス（現ドジャース）のウィルバート・ロビンソン、右がレッドソックスのビル・キャリーガン

過去113回のシリーズのなかでレッドソックスとドジャースの対戦は1度だけ、1916年に実現しており、今回は102年ぶり2度目の対戦となる。対戦と対戦の間が102年空くというのは、ワールドシリーズ史上最長である。1916年当時のドジャースはニューヨーク州ニューヨーク市ブルックリン区のエベッツ・フィールドを本拠地とし、球団名も "ブルックリン・ロビンス" としていた。一方のレッドソックスは、シーズン中の本拠地こそ2018年と変わらずマサチューセッツ州ボストンのフェンウェイ・パークだったが、このワールドシリーズではフェンウェイ・パークではなく、より収容人数の多い同市内のブレーブス・フィールドを使用した。シリーズは4勝1敗でレッドソックスに軍配が上がっている。
1997年から始まったレギュラーシーズン中のインターリーグでは、これまで2002年・2004年・2010年・2013年・2016年にそれぞれ3試合ずつ、計15試合が行われ、レッドソックスが8勝7敗で勝ち越している。直近の対戦はドジャースの本拠地ドジャー・スタジアムでの3連戦で、ドジャースの2勝1敗だった。
またこの両チームは、レギュラーシーズンでもポストシーズンでもないところで歴史的な試合を戦っている。2008年3月29日、両チームによるオープン戦がカリフォルニア州ロサンゼルスのロサンゼルス・メモリアル・コロシアムで開催された。この試合はドジャースのロサンゼルス移転50周年記念試合を銘打って行われ、競技史上最多となる11万5300人の観衆を集めた。2018年レッドソックスの監督アレックス・コーラは、2008年当時は内野手としてレッドソックスに所属しており、この試合前には「（コロシアムを本拠地とするカレッジフットボールの）USCトロージャンズの試合みたいなスコアにならなきゃいいけど」と話していた。試合は7－4でレッドソックスが勝利した。

## ロースター
両チームの出場選手登録（ロースター）は以下の通り。
- 名前の横の★はこの年のオールスターゲームに選出された選手を、＃はレギュラーシーズン開幕後に入団した選手を、◎はリーグ優勝決定戦MVP受賞者を示す。
- 年齢は今シリーズ開幕時点でのもの。

| ボストン・レッドソックス | ボストン・レッドソックス | ボストン・レッドソックス | ボストン・レッドソックス     | ボストン・レッドソックス | ボストン・レッドソックス | ボストン・レッドソックス | ボストン・レッドソックス | ボストン・レッドソックス | ロサンゼルス・ドジャース | ロサンゼルス・ドジャース | ロサンゼルス・ドジャース | ロサンゼルス・ドジャース | ロサンゼルス・ドジャース | ロサンゼルス・ドジャース | ロサンゼルス・ドジャース | ロサンゼルス・ドジャース | ロサンゼルス・ドジャース |
| 守備位置                 | 背番号                   | 出身                     | 選手                         | 投                       | 打                       | 年齢                     | ワールドシリーズ経験     | ワールドシリーズ経験     | 守備位置                 | 背番号                   | 出身                     | 選手                     | 投                       | 打                       | 年齢                     | ワールドシリーズ経験     | ワールドシリーズ経験     |
| 守備位置                 | 背番号                   | 出身                     | 選手                         | 投                       | 打                       | 年齢                     | 出場                     | 優勝                     | 守備位置                 | 背番号                   | 出身                     | 選手                     | 投                       | 打                       | 年齢                     | 出場                     | 優勝                     |
| ------------------------ | ------------------------ | ------------------------ | ---------------------------- | ------------------------ | ------------------------ | ------------------------ | ------------------------ | ------------------------ | ------------------------ | ------------------------ | ------------------------ | ------------------------ | ------------------------ | ------------------------ | ------------------------ | ------------------------ | ------------------------ |
| 投手                     | 32                       | アメリカ合衆国の旗       | マット・バーンズ             | 右                       | 右                       | 28                       | 初                       | なし                     | 投手                     | 75                       | アメリカ合衆国の旗       | スコット・アレクサンダー | 左                       | 左                       | 29                       | 初                       | なし                     |
| 投手                     | 70                       | アメリカ合衆国の旗       | ライアン・ブレイジア         | 右                       | 右                       | 31                       | 初                       | なし                     | 投手                     | 52                       | ドミニカ共和国の旗       | ペドロ・バエズ           | 右                       | 右                       | 30                       | 初                       | なし                     |
| 投手                     | 17                       | アメリカ合衆国の旗       | ネイサン・イオバルディ＃     | 右                       | 右                       | 28                       | 初                       | なし                     | 投手                     | 21                       | アメリカ合衆国の旗       | ウォーカー・ビューラー   | 右                       | 右                       | 24                       | 初                       | なし                     |
| 投手                     | 37                       | アメリカ合衆国の旗       | ヒース・ヘンブリー           | 右                       | 右                       | 29                       | 初                       | なし                     | 投手                     | 51                       | アメリカ合衆国の旗       | ディラン・フローロ＃     | 右                       | 左                       | 27                       | 初                       | なし                     |
| 投手                     | 56                       | アメリカ合衆国の旗       | ジョー・ケリー               | 右                       | 右                       | 30                       | 05年ぶり2回目            | なし                     | 投手                     | 44                       | アメリカ合衆国の旗       | リッチ・ヒル             | 左                       | 左                       | 38                       | 02年連続2回目            | なし                     |
| 投手                     | 46                       | アメリカ合衆国の旗       | クレイグ・キンブレル★        | 右                       | 右                       | 30                       | 初                       | なし                     | 投手                     | 74                       | キュラソー島の旗         | ケンリー・ジャンセン★    | 右                       | 両                       | 31                       | 02年連続2回目            | なし                     |
| 投手                     | 31                       | アメリカ合衆国の旗       | ドリュー・ポメランツ         | 左                       | 右                       | 29                       | 初                       | なし                     | 投手                     | 22                       | アメリカ合衆国の旗       | クレイトン・カーショウ   | 左                       | 左                       | 30                       | 02年連続2回目            | なし                     |
| 投手                     | 22                       | アメリカ合衆国の旗       | リック・ポーセロ             | 右                       | 右                       | 29                       | 06年ぶり2回目            | なし                     | 投手                     | 50                       | アメリカ合衆国の旗       | ライアン・マドソン＃     | 右                       | 左                       | 38                       | 03年ぶり4回目            | 2回                      |
| 投手                     | 24                       | アメリカ合衆国の旗       | デビッド・プライス           | 左                       | 左                       | 33                       | 10年ぶり2回目            | なし                     | 投手                     | 18                       | 日本の旗                 | 前田健太                 | 右                       | 右                       | 30                       | 02年連続2回目            | なし                     |
| 投手                     | 57                       | ベネズエラの旗           | エドゥアルド・ロドリゲス     | 左                       | 左                       | 25                       | 初                       | なし                     | 投手                     | 99                       | 大韓民国の旗             | 柳賢振                   | 左                       | 右                       | 31                       | 初                       | なし                     |
| 投手                     | 41                       | アメリカ合衆国の旗       | クリス・セール★              | 左                       | 左                       | 29                       | 初                       | なし                     | 投手                     | 7                        | メキシコの旗             | フリオ・ウリアス         | 左                       | 左                       | 22                       | 初                       | なし                     |
| 捕手                     | 3                        | ベネズエラの旗           | サンディ・レオン             | 右                       | 両                       | 29                       | 初                       | なし                     | 投手                     | 57                       | アメリカ合衆国の旗       | アレックス・ウッド       | 左                       | 右                       | 27                       | 02年連続2回目            | なし                     |
| 捕手                     | 23                       | アメリカ合衆国の旗       | ブレイク・スワイハート       | 右                       | 両                       | 26                       | 初                       | なし                     | 捕手                     | 15                       | アメリカ合衆国の旗       | オースティン・バーンズ   | 右                       | 右                       | 28                       | 02年連続2回目            | なし                     |
| 捕手                     | 7                        | プエルトリコの旗         | クリスチャン・バスケス       | 右                       | 右                       | 28                       | 初                       | なし                     | 捕手                     | 9                        | キューバの旗             | ヤズマニ・グランダル     | 右                       | 両                       | 29                       | 02年連続2回目            | なし                     |
| 内野手                   | 2                        | アルバの旗               | ザンダー・ボガーツ           | 右                       | 右                       | 26                       | 05年ぶり2回目            | 1回                      | 内野手                   | 6                        | アメリカ合衆国の旗       | ブライアン・ドージャー＃ | 右                       | 右                       | 31                       | 初                       | なし                     |
| 内野手                   | 11                       | ドミニカ共和国の旗       | ラファエル・デバース         | 右                       | 左                       | 21                       | 初                       | なし                     | 内野手                   | 25                       | アメリカ合衆国の旗       | デビッド・フリース＃     | 右                       | 右                       | 35                       | 05年ぶり3回目            | 1回                      |
| 内野手                   | 12                       | アメリカ合衆国の旗       | ブロック・ホルト             | 右                       | 左                       | 30                       | 初                       | なし                     | 内野手                   | 8                        | アメリカ合衆国の旗       | マニー・マチャド★＃      | 右                       | 右                       | 26                       | 初                       | なし                     |
| 内野手                   | 5                        | アメリカ合衆国の旗       | イアン・キンズラー＃         | 右                       | 右                       | 36                       | 07年ぶり3回目            | なし                     | 内野手                   | 13                       | アメリカ合衆国の旗       | マックス・マンシー       | 右                       | 左                       | 28                       | 初                       | なし                     |
| 内野手                   | 18                       | アメリカ合衆国の旗       | ミッチ・モアランド★          | 左                       | 左                       | 33                       | 07年ぶり3回目            | なし                     | 内野手                   | 3                        | アメリカ合衆国の旗       | クリス・テイラー         | 右                       | 右                       | 28                       | 02年連続2回目            | なし                     |
| 内野手                   | 36                       | ドミニカ共和国の旗       | エドゥアルド・ヌニェス       | 右                       | 右                       | 31                       | 初                       | なし                     | 内野手                   | 10                       | アメリカ合衆国の旗       | ジャスティン・ターナー   | 右                       | 右                       | 33                       | 02年連続2回目            | なし                     |
| 内野手                   | 25                       | アメリカ合衆国の旗       | スティーブ・ピアース＃       | 右                       | 右                       | 35                       | 初                       | なし                     | 外野手                   | 35                       | アメリカ合衆国の旗       | コディ・ベリンジャー◎    | 左                       | 左                       | 23                       | 02年連続2回目            | なし                     |
| 外野手                   | 16                       | アメリカ合衆国の旗       | アンドリュー・ベニンテンディ | 左                       | 左                       | 24                       | 初                       | なし                     | 外野手                   | 14                       | プエルトリコの旗         | エンリケ・ヘルナンデス   | 右                       | 右                       | 27                       | 02年連続2回目            | なし                     |
| 外野手                   | 50                       | アメリカ合衆国の旗       | ムーキー・ベッツ★            | 右                       | 右                       | 26                       | 初                       | なし                     | 外野手                   | 27                       | アメリカ合衆国の旗       | マット・ケンプ★          | 右                       | 右                       | 34                       | 初                       | なし                     |
| 外野手                   | 19                       | アメリカ合衆国の旗       | ジャッキー・ブラッドリーJr.◎ | 右                       | 左                       | 28                       | 初                       | なし                     | 外野手                   | 31                       | アメリカ合衆国の旗       | ジョク・ピーダーソン     | 左                       | 左                       | 26                       | 02年連続2回目            | なし                     |
| 外野手                   | 28                       | アメリカ合衆国の旗       | J.D.マルティネス★            | 右                       | 右                       | 31                       | 初                       | なし                     | 外野手                   | 66                       | キューバの旗             | ヤシエル・プイグ         | 右                       | 右                       | 27                       | 02年連続2回目            | なし                     |

レッドソックスはリーグ優勝決定戦のロースターから、右投手のブランドン・ワークマンを外して左投手のドリュー・ポメランツを加えた。ワークマンは地区シリーズで2試合0.2イニング、リーグ優勝決定戦で1試合0.1イニングを投げていたが、どの試合でも2安打以上を許していた。特にリーグ優勝決定戦の第1戦では1点を追う9回表に登板し、3被安打・2与四球で4失点しており、以降は登板機会を与えられていなかった。ワークマンに代わるロースター入りの候補には、右ナックルボーラーのスティーブン・ライトもいたが、左のポメランツが選ばれた。監督のアレックス・コーラは、ヒューストン・アストロズのコーチとして前年のシリーズを戦った経験から、指名打者制が採用されない敵地での試合は選手交代が頻繁になるため、左投手の頭数を増やすことにしたと述べている。
ドジャースはリーグ優勝決定戦のロースターから救援左腕を入れ替え、ケイレブ・ファーガソンに代えてスコット・アレクサンダーを登録した。アレクサンダーはレギュラーシーズンでチーム最多の73試合に登板し、地区シリーズでも第3戦8回裏の1イニングを三者凡退に抑えていたが、リーグ優勝決定戦ではフリオ・ウリアスの復帰に伴いロースターを外れていた。ファーガソンは地区シリーズでもリーグ優勝決定戦でもロースター入りし、計6試合3.0イニングに登板して無安打1与四球の無失点だった。ファーガソンとアレクサンダーの入れ替えについて監督のデーブ・ロバーツは、アレクサンダーのほうが連投を苦にしないことを主な理由として説明している。また、ポストシーズンが進むにつれてファーガソンの球速が下落していったことも、入れ替えの要因となった可能性がある。
レッドソックスの内野手ザンダー・ボガーツとドジャースの救援投手ケンリー・ジャンセンはともに、オランダ王国の構成国であり、かつてはオランダ領アンティルの一部だった地域の出身である。オランダ王国出身の選手が複数ワールドシリーズに出場するのは、今回が史上初めて。また、ドジャース投手の前田健太は、日本人選手では史上初の2年連続シリーズ出場となる。

## 開幕前の予想
ESPNが自社の記者25人にどちらがシリーズを制するか予想させたところ、レッドソックス勝利予想が20人に対しドジャース勝利予想が5人という結果となった。『USAトゥデイ』も同様の企画を記者6人で実施し、こちらでは7人中6人がレッドソックスを支持した。CBSスポーツの企画では、記者6人全員がレッドソックスの勝利と予想した。『ガーディアン』国際版の企画では、記者5人中3人がレッドソックス勝利、ふたりがドジャース勝利と答えた。これに対し『スポーツ・イラストレイテッド』の企画では、記者8人がレッドソックス支持とドジャース支持で4人ずつに分かれた。

## 試合結果
2018年のワールドシリーズは10月23日に開幕し、途中に移動日を挟んで6日間で5試合が行われた。日程・結果は以下の通り。
| 日付                                                    | 試合  | ビジター球団（先攻）     | スコア | ホーム球団（後攻）       | 開催球場             | 開催球場                                 |
| ------------------------------------------------------- | ----- | ------------------------ | ------ | ------------------------ | -------------------- | ---------------------------------------- |
| 10月23日（火）                                          | 第1戦 | ロサンゼルス・ドジャース | 4－8   | ボストン・レッドソックス | フェンウェイ・パーク | フェンウェイ・パークドジャー・スタジアム |
| 10月24日（水）                                          | 第2戦 | ロサンゼルス・ドジャース | 2－4   | ボストン・レッドソックス | フェンウェイ・パーク | フェンウェイ・パークドジャー・スタジアム |
| 10月25日（木）                                          |       | 移動日                   | 移動日 | 移動日                   |                      | フェンウェイ・パークドジャー・スタジアム |
| 10月26日（金）                                          | 第3戦 | ボストン・レッドソックス | 2－3x  | ロサンゼルス・ドジャース | ドジャー・スタジアム | フェンウェイ・パークドジャー・スタジアム |
| 10月27日（土）                                          | 第4戦 | ボストン・レッドソックス | 9－6   | ロサンゼルス・ドジャース | ドジャー・スタジアム | フェンウェイ・パークドジャー・スタジアム |
| 10月28日（日）                                          | 第5戦 | ボストン・レッドソックス | 5－1   | ロサンゼルス・ドジャース | ドジャー・スタジアム | フェンウェイ・パークドジャー・スタジアム |
| 優勝：ボストン・レッドソックス（4勝1敗 / 5年ぶり9度目） |       |                          |        |                          |                      | フェンウェイ・パークドジャー・スタジアム |

### 第1戦 10月23日
- フェンウェイ・パーク（マサチューセッツ州ボストン）

|                          | 1 | 2 | 3 | 4 | 5 | 6 | 7 | 8 | 9 | R | H  | E |
| ------------------------ | - | - | - | - | - | - | - | - | - | - | -- | - |
| ロサンゼルス・ドジャース | 0 | 1 | 1 | 0 | 1 | 0 | 1 | 0 | 0 | 4 | 8  | 0 |
| ボストン・レッドソックス | 2 | 0 | 1 | 0 | 2 | 0 | 3 | 0 | X | 8 | 11 | 1 |

1. 勝利：マット・バーンズ（1勝）
2. 敗戦：クレイトン・カーショウ（1敗）
3. 本塁打
LAD：マット・ケンプ1号ソロ
BOS：エドゥアルド・ヌニェス1号3ラン
4. 審判
［球審］ティム・ティモンズ
［塁審］一塁: カーウィン・ダンリー、二塁: テッド・バレット、三塁: チャド・フェアチャイルド
［外審］左翼: ジェフ・ネルソン、右翼: ジム・レイノルズ
5. 試合開始時刻: 東部夏時間（UTC-4）午後8時11分  試合時間: 3時間52分  観客: 3万8454人  気温: 53°F（11.7°C）
詳細: MLB.com Gameday / ESPN.com / Baseball-Reference.com / FanGraphs

| ロサンゼルス・ドジャース | ロサンゼルス・ドジャース | ロサンゼルス・ドジャース | ロサンゼルス・ドジャース | ロサンゼルス・ドジャース                                                                                           | ボストン・レッドソックス | ボストン・レッドソックス | ボストン・レッドソックス | ボストン・レッドソックス | ボストン・レッドソックス |
| ------------------------ | ------------------------ | ------------------------ | ------------------------ | --- | ------------------------ | ------------------------ | ------------------------ | ------------------------ | --- |
| 打順                     | 守備                     | 選手                     | 打席                     | C・カーショウA・バーンズD・フリースB・ドージャーJ・ターナーM・マチャドC・テイラーE・ヘルナンデスY・プイグM・ケンプ | 打順                     | 守備                     | 選手                     | 打席                     | C・セールS・レオンS・ピアースI・キンズラーR・デバースX・ボガーツA・ベニン · テンディJ・ブラッドリーJr.M・ベッツJ・マルティネス |
| 1                        | 二                       | B・ドージャー            | 右                       | C・カーショウA・バーンズD・フリースB・ドージャーJ・ターナーM・マチャドC・テイラーE・ヘルナンデスY・プイグM・ケンプ | 1                        | 右                       | M・ベッツ                | 右                       | C・セールS・レオンS・ピアースI・キンズラーR・デバースX・ボガーツA・ベニン · テンディJ・ブラッドリーJr.M・ベッツJ・マルティネス |
| 2                        | 三                       | J・ターナー              | 右                       | C・カーショウA・バーンズD・フリースB・ドージャーJ・ターナーM・マチャドC・テイラーE・ヘルナンデスY・プイグM・ケンプ | 2                        | 左                       | A・ベニンテンディ        | 左                       | C・セールS・レオンS・ピアースI・キンズラーR・デバースX・ボガーツA・ベニン · テンディJ・ブラッドリーJr.M・ベッツJ・マルティネス |
| 3                        | 一                       | D・フリース              | 右                       | C・カーショウA・バーンズD・フリースB・ドージャーJ・ターナーM・マチャドC・テイラーE・ヘルナンデスY・プイグM・ケンプ | 3                        | 一                       | S・ピアース              | 右                       | C・セールS・レオンS・ピアースI・キンズラーR・デバースX・ボガーツA・ベニン · テンディJ・ブラッドリーJr.M・ベッツJ・マルティネス |
| 4                        | 遊                       | M・マチャド              | 右                       | C・カーショウA・バーンズD・フリースB・ドージャーJ・ターナーM・マチャドC・テイラーE・ヘルナンデスY・プイグM・ケンプ | 4                        | DH                       | J・マルティネス          | 右                       | C・セールS・レオンS・ピアースI・キンズラーR・デバースX・ボガーツA・ベニン · テンディJ・ブラッドリーJr.M・ベッツJ・マルティネス |
| 5                        | 左                       | C・テイラー              | 右                       | C・カーショウA・バーンズD・フリースB・ドージャーJ・ターナーM・マチャドC・テイラーE・ヘルナンデスY・プイグM・ケンプ | 5                        | 遊                       | X・ボガーツ              | 右                       | C・セールS・レオンS・ピアースI・キンズラーR・デバースX・ボガーツA・ベニン · テンディJ・ブラッドリーJr.M・ベッツJ・マルティネス |
| 6                        | DH                       | M・ケンプ                | 右                       | C・カーショウA・バーンズD・フリースB・ドージャーJ・ターナーM・マチャドC・テイラーE・ヘルナンデスY・プイグM・ケンプ | 6                        | 三                       | R・デバース              | 左                       | C・セールS・レオンS・ピアースI・キンズラーR・デバースX・ボガーツA・ベニン · テンディJ・ブラッドリーJr.M・ベッツJ・マルティネス |
| 7                        | 中                       | E・ヘルナンデス          | 右                       | C・カーショウA・バーンズD・フリースB・ドージャーJ・ターナーM・マチャドC・テイラーE・ヘルナンデスY・プイグM・ケンプ | 7                        | 二                       | I・キンズラー            | 右                       | C・セールS・レオンS・ピアースI・キンズラーR・デバースX・ボガーツA・ベニン · テンディJ・ブラッドリーJr.M・ベッツJ・マルティネス |
| 8                        | 右                       | Y・プイグ                | 右                       | C・カーショウA・バーンズD・フリースB・ドージャーJ・ターナーM・マチャドC・テイラーE・ヘルナンデスY・プイグM・ケンプ | 8                        | 捕                       | S・レオン                | 両                       | C・セールS・レオンS・ピアースI・キンズラーR・デバースX・ボガーツA・ベニン · テンディJ・ブラッドリーJr.M・ベッツJ・マルティネス |
| 9                        | 捕                       | A・バーンズ              | 右                       | C・カーショウA・バーンズD・フリースB・ドージャーJ・ターナーM・マチャドC・テイラーE・ヘルナンデスY・プイグM・ケンプ | 9                        | 中                       | J・ブラッドリーJr.       | 左                       | C・セールS・レオンS・ピアースI・キンズラーR・デバースX・ボガーツA・ベニン · テンディJ・ブラッドリーJr.M・ベッツJ・マルティネス |
| 先発投手                 | 先発投手                 | 先発投手                 | 投球                     | C・カーショウA・バーンズD・フリースB・ドージャーJ・ターナーM・マチャドC・テイラーE・ヘルナンデスY・プイグM・ケンプ | 先発投手                 | 先発投手                 | 先発投手                 | 投球                     | C・セールS・レオンS・ピアースI・キンズラーR・デバースX・ボガーツA・ベニン · テンディJ・ブラッドリーJr.M・ベッツJ・マルティネス |
| C・カーショウ            | C・カーショウ            | C・カーショウ            | 左                       | C・カーショウA・バーンズD・フリースB・ドージャーJ・ターナーM・マチャドC・テイラーE・ヘルナンデスY・プイグM・ケンプ | C・セール                | C・セール                | C・セール                | 左                       | C・セールS・レオンS・ピアースI・キンズラーR・デバースX・ボガーツA・ベニン · テンディJ・ブラッドリーJr.M・ベッツJ・マルティネス |

### 第2戦 10月24日
- フェンウェイ・パーク（マサチューセッツ州ボストン）

|                          | 1 | 2 | 3 | 4 | 5 | 6 | 7 | 8 | 9 | R | H | E |
| ------------------------ | - | - | - | - | - | - | - | - | - | - | - | - |
| ロサンゼルス・ドジャース | 0 | 0 | 0 | 2 | 0 | 0 | 0 | 0 | 0 | 2 | 3 | 0 |
| ボストン・レッドソックス | 0 | 1 | 0 | 0 | 3 | 0 | 0 | 0 | X | 4 | 8 | 0 |

1. 勝利：デビッド・プライス（1勝）
2. セーブ：クレイグ・キンブレル（1S）
3. 敗戦：柳賢振（1敗）
4. 審判
［球審］カーウィン・ダンリー
［塁審］一塁: テッド・バレット、二塁: チャド・フェアチャイルド、三塁: ジェフ・ネルソン
［外審］左翼: ジム・レイノルズ、右翼: ティム・ティモンズ
5. 試合開始時刻: 東部夏時間（UTC-4）午後8時10分  試合時間: 3時間12分  観客: 3万8644人  気温: 47°F（8.3°C）
詳細: MLB.com Gameday / ESPN.com / Baseball-Reference.com / FanGraphs

| ロサンゼルス・ドジャース | ロサンゼルス・ドジャース | ロサンゼルス・ドジャース | ロサンゼルス・ドジャース | ロサンゼルス・ドジャース                                                                                    | ボストン・レッドソックス | ボストン・レッドソックス | ボストン・レッドソックス | ボストン・レッドソックス | ボストン・レッドソックス |
| ------------------------ | ------------------------ | ------------------------ | ------------------------ | --- | ------------------------ | ------------------------ | ------------------------ | ------------------------ | --- |
| 打順                     | 守備                     | 選手                     | 打席                     | 柳賢振A・バーンズD・フリースB・ドージャーJ・ターナーM・マチャドC・テイラーE・ヘルナンデスY・プイグM・ケンプ | 打順                     | 守備                     | 選手                     | 打席                     | D・プライスC・バスケスS・ピアースI・キンズラーR・デバースX・ボガーツA・ベニン · テンディJ・ブラッドリーJr.M・ベッツJ・マルティネス |
| 1                        | 二                       | B・ドージャー            | 右                       | 柳賢振A・バーンズD・フリースB・ドージャーJ・ターナーM・マチャドC・テイラーE・ヘルナンデスY・プイグM・ケンプ | 1                        | 右                       | M・ベッツ                | 右                       | D・プライスC・バスケスS・ピアースI・キンズラーR・デバースX・ボガーツA・ベニン · テンディJ・ブラッドリーJr.M・ベッツJ・マルティネス |
| 2                        | 三                       | J・ターナー              | 右                       | 柳賢振A・バーンズD・フリースB・ドージャーJ・ターナーM・マチャドC・テイラーE・ヘルナンデスY・プイグM・ケンプ | 2                        | 左                       | A・ベニンテンディ        | 左                       | D・プライスC・バスケスS・ピアースI・キンズラーR・デバースX・ボガーツA・ベニン · テンディJ・ブラッドリーJr.M・ベッツJ・マルティネス |
| 3                        | 一                       | D・フリース              | 右                       | 柳賢振A・バーンズD・フリースB・ドージャーJ・ターナーM・マチャドC・テイラーE・ヘルナンデスY・プイグM・ケンプ | 3                        | 一                       | S・ピアース              | 右                       | D・プライスC・バスケスS・ピアースI・キンズラーR・デバースX・ボガーツA・ベニン · テンディJ・ブラッドリーJr.M・ベッツJ・マルティネス |
| 4                        | 遊                       | M・マチャド              | 右                       | 柳賢振A・バーンズD・フリースB・ドージャーJ・ターナーM・マチャドC・テイラーE・ヘルナンデスY・プイグM・ケンプ | 4                        | DH                       | J・マルティネス          | 右                       | D・プライスC・バスケスS・ピアースI・キンズラーR・デバースX・ボガーツA・ベニン · テンディJ・ブラッドリーJr.M・ベッツJ・マルティネス |
| 5                        | 左                       | C・テイラー              | 右                       | 柳賢振A・バーンズD・フリースB・ドージャーJ・ターナーM・マチャドC・テイラーE・ヘルナンデスY・プイグM・ケンプ | 5                        | 遊                       | X・ボガーツ              | 右                       | D・プライスC・バスケスS・ピアースI・キンズラーR・デバースX・ボガーツA・ベニン · テンディJ・ブラッドリーJr.M・ベッツJ・マルティネス |
| 6                        | DH                       | M・ケンプ                | 右                       | 柳賢振A・バーンズD・フリースB・ドージャーJ・ターナーM・マチャドC・テイラーE・ヘルナンデスY・プイグM・ケンプ | 6                        | 三                       | R・デバース              | 左                       | D・プライスC・バスケスS・ピアースI・キンズラーR・デバースX・ボガーツA・ベニン · テンディJ・ブラッドリーJr.M・ベッツJ・マルティネス |
| 7                        | 中                       | E・ヘルナンデス          | 右                       | 柳賢振A・バーンズD・フリースB・ドージャーJ・ターナーM・マチャドC・テイラーE・ヘルナンデスY・プイグM・ケンプ | 7                        | 二                       | I・キンズラー            | 右                       | D・プライスC・バスケスS・ピアースI・キンズラーR・デバースX・ボガーツA・ベニン · テンディJ・ブラッドリーJr.M・ベッツJ・マルティネス |
| 8                        | 右                       | Y・プイグ                | 右                       | 柳賢振A・バーンズD・フリースB・ドージャーJ・ターナーM・マチャドC・テイラーE・ヘルナンデスY・プイグM・ケンプ | 8                        | 中                       | J・ブラッドリーJr.       | 左                       | D・プライスC・バスケスS・ピアースI・キンズラーR・デバースX・ボガーツA・ベニン · テンディJ・ブラッドリーJr.M・ベッツJ・マルティネス |
| 9                        | 捕                       | A・バーンズ              | 右                       | 柳賢振A・バーンズD・フリースB・ドージャーJ・ターナーM・マチャドC・テイラーE・ヘルナンデスY・プイグM・ケンプ | 9                        | 捕                       | C・バスケス              | 右                       | D・プライスC・バスケスS・ピアースI・キンズラーR・デバースX・ボガーツA・ベニン · テンディJ・ブラッドリーJr.M・ベッツJ・マルティネス |
| 先発投手                 | 先発投手                 | 先発投手                 | 投球                     | 柳賢振A・バーンズD・フリースB・ドージャーJ・ターナーM・マチャドC・テイラーE・ヘルナンデスY・プイグM・ケンプ | 先発投手                 | 先発投手                 | 先発投手                 | 投球                     | D・プライスC・バスケスS・ピアースI・キンズラーR・デバースX・ボガーツA・ベニン · テンディJ・ブラッドリーJr.M・ベッツJ・マルティネス |
| 柳賢振                   | 柳賢振                   | 柳賢振                   | 左                       | 柳賢振A・バーンズD・フリースB・ドージャーJ・ターナーM・マチャドC・テイラーE・ヘルナンデスY・プイグM・ケンプ | D・プライス              | D・プライス              | D・プライス              | 左                       | D・プライスC・バスケスS・ピアースI・キンズラーR・デバースX・ボガーツA・ベニン · テンディJ・ブラッドリーJr.M・ベッツJ・マルティネス |

### 第3戦 10月26日
- ドジャー・スタジアム（カリフォルニア州ロサンゼルス）

|                          | 1 | 2 | 3 | 4 | 5 | 6 | 7 | 8 | 9 | 10 | 11 | 12 | 13 | 14 | 15 | 16 | 17 | 18 | R | H  | E |
| ------------------------ | - | - | - | - | - | - | - | - | - | -- | -- | -- | -- | -- | -- | -- | -- | -- | - | -- | - |
| ボストン・レッドソックス | 0 | 0 | 0 | 0 | 0 | 0 | 0 | 1 | 0 | 0  | 0  | 0  | 1  | 0  | 0  | 0  | 0  | 0  | 2 | 7  | 1 |
| ロサンゼルス・ドジャース | 0 | 0 | 1 | 0 | 0 | 0 | 0 | 0 | 0 | 0  | 0  | 0  | 1  | 0  | 0  | 0  | 0  | 1x | 3 | 11 | 1 |

1. 勝利：アレックス・ウッド（1勝）
2. 敗戦：ネイサン・イオバルディ（1敗）
3. 本塁打
BOS：ジャッキー・ブラッドリー・ジュニア1号ソロ
LAD：ジョク・ピーダーソン1号ソロ、マックス・マンシー1号ソロ
4. 審判
［球審］テッド・バレット
［塁審］一塁: チャド・フェアチャイルド、二塁: ジェフ・ネルソン、三塁: ジム・レイノルズ
［外審］左翼: フィールディン・カルブレス、右翼: カーウィン・ダンリー
5. 試合開始時刻: 太平洋夏時間（UTC-7）午後5時10分  試合時間: 7時間20分  観客: 5万3114人  気温: 78°F（25.6°C）
詳細: MLB.com Gameday / ESPN.com / Baseball-Reference.com / FanGraphs

| ボストン・レッドソックス | ボストン・レッドソックス | ボストン・レッドソックス | ボストン・レッドソックス | ボストン・レッドソックス                                                                                             | ロサンゼルス・ドジャース | ロサンゼルス・ドジャース | ロサンゼルス・ドジャース | ロサンゼルス・ドジャース | ロサンゼルス・ドジャース                                                                                              |
| ------------------------ | ------------------------ | ------------------------ | ------------------------ | --- | ------------------------ | ------------------------ | ------------------------ | ------------------------ | --- |
| 打順                     | 守備                     | 選手                     | 打席                     | R・ポーセロC・バスケスM・モアランドB・ホルトR・デバースX・ボガーツJ・マルティネスJ・ブラッドリーJr.M・ベッツ（なし） | 打順                     | 守備                     | 選手                     | 打席                     | W・ビューラーY・グランダルM・マンシーC・テイラーJ・ターナーM・マチャドJ・ピーダーソンC・ベリンジャーY・プイグ（なし） |
| 1                        | 右                       | M・ベッツ                | 右                       | R・ポーセロC・バスケスM・モアランドB・ホルトR・デバースX・ボガーツJ・マルティネスJ・ブラッドリーJr.M・ベッツ（なし） | 1                        | 左                       | J・ピーダーソン          | 左                       | W・ビューラーY・グランダルM・マンシーC・テイラーJ・ターナーM・マチャドJ・ピーダーソンC・ベリンジャーY・プイグ（なし） |
| 2                        | 遊                       | X・ボガーツ              | 右                       | R・ポーセロC・バスケスM・モアランドB・ホルトR・デバースX・ボガーツJ・マルティネスJ・ブラッドリーJr.M・ベッツ（なし） | 2                        | 三                       | J・ターナー              | 右                       | W・ビューラーY・グランダルM・マンシーC・テイラーJ・ターナーM・マチャドJ・ピーダーソンC・ベリンジャーY・プイグ（なし） |
| 3                        | 一                       | M・モアランド            | 左                       | R・ポーセロC・バスケスM・モアランドB・ホルトR・デバースX・ボガーツJ・マルティネスJ・ブラッドリーJr.M・ベッツ（なし） | 3                        | 一                       | M・マンシー              | 左                       | W・ビューラーY・グランダルM・マンシーC・テイラーJ・ターナーM・マチャドJ・ピーダーソンC・ベリンジャーY・プイグ（なし） |
| 4                        | 左                       | J・マルティネス          | 右                       | R・ポーセロC・バスケスM・モアランドB・ホルトR・デバースX・ボガーツJ・マルティネスJ・ブラッドリーJr.M・ベッツ（なし） | 4                        | 遊                       | M・マチャド              | 右                       | W・ビューラーY・グランダルM・マンシーC・テイラーJ・ターナーM・マチャドJ・ピーダーソンC・ベリンジャーY・プイグ（なし） |
| 5                        | 二                       | B・ホルト                | 左                       | R・ポーセロC・バスケスM・モアランドB・ホルトR・デバースX・ボガーツJ・マルティネスJ・ブラッドリーJr.M・ベッツ（なし） | 5                        | 中                       | C・ベリンジャー          | 左                       | W・ビューラーY・グランダルM・マンシーC・テイラーJ・ターナーM・マチャドJ・ピーダーソンC・ベリンジャーY・プイグ（なし） |
| 6                        | 三                       | R・デバース              | 左                       | R・ポーセロC・バスケスM・モアランドB・ホルトR・デバースX・ボガーツJ・マルティネスJ・ブラッドリーJr.M・ベッツ（なし） | 6                        | 右                       | Y・プイグ                | 右                       | W・ビューラーY・グランダルM・マンシーC・テイラーJ・ターナーM・マチャドJ・ピーダーソンC・ベリンジャーY・プイグ（なし） |
| 7                        | 中                       | J・ブラッドリーJr.       | 左                       | R・ポーセロC・バスケスM・モアランドB・ホルトR・デバースX・ボガーツJ・マルティネスJ・ブラッドリーJr.M・ベッツ（なし） | 7                        | 捕                       | Y・グランダル            | 両                       | W・ビューラーY・グランダルM・マンシーC・テイラーJ・ターナーM・マチャドJ・ピーダーソンC・ベリンジャーY・プイグ（なし） |
| 8                        | 捕                       | C・バスケス              | 右                       | R・ポーセロC・バスケスM・モアランドB・ホルトR・デバースX・ボガーツJ・マルティネスJ・ブラッドリーJr.M・ベッツ（なし） | 8                        | 二                       | C・テイラー              | 右                       | W・ビューラーY・グランダルM・マンシーC・テイラーJ・ターナーM・マチャドJ・ピーダーソンC・ベリンジャーY・プイグ（なし） |
| 9                        | 投                       | R・ポーセロ              | 右                       | R・ポーセロC・バスケスM・モアランドB・ホルトR・デバースX・ボガーツJ・マルティネスJ・ブラッドリーJr.M・ベッツ（なし） | 9                        | 投                       | W・ビューラー            | 右                       | W・ビューラーY・グランダルM・マンシーC・テイラーJ・ターナーM・マチャドJ・ピーダーソンC・ベリンジャーY・プイグ（なし） |
| 先発投手                 | 先発投手                 | 先発投手                 | 投球                     | R・ポーセロC・バスケスM・モアランドB・ホルトR・デバースX・ボガーツJ・マルティネスJ・ブラッドリーJr.M・ベッツ（なし） | 先発投手                 | 先発投手                 | 先発投手                 | 投球                     | W・ビューラーY・グランダルM・マンシーC・テイラーJ・ターナーM・マチャドJ・ピーダーソンC・ベリンジャーY・プイグ（なし） |
| R・ポーセロ              | R・ポーセロ              | R・ポーセロ              | 右                       | R・ポーセロC・バスケスM・モアランドB・ホルトR・デバースX・ボガーツJ・マルティネスJ・ブラッドリーJr.M・ベッツ（なし） | W・ビューラー            | W・ビューラー            | W・ビューラー            | 右                       | W・ビューラーY・グランダルM・マンシーC・テイラーJ・ターナーM・マチャドJ・ピーダーソンC・ベリンジャーY・プイグ（なし） |

### 第4戦 10月27日
- ドジャー・スタジアム（カリフォルニア州ロサンゼルス）

|                          | 1 | 2 | 3 | 4 | 5 | 6 | 7 | 8 | 9 | R | H | E |
| ------------------------ | - | - | - | - | - | - | - | - | - | - | - | - |
| ボストン・レッドソックス | 0 | 0 | 0 | 0 | 0 | 0 | 3 | 1 | 5 | 9 | 8 | 1 |
| ロサンゼルス・ドジャース | 0 | 0 | 0 | 0 | 0 | 4 | 0 | 0 | 2 | 6 | 9 | 0 |

1. 勝利：ジョー・ケリー（1勝）
2. 敗戦：ディラン・フローロ（1敗）
3. 本塁打
BOS：ミッチ・モアランド1号3ラン、スティーブ・ピアース1号ソロ
LAD：ヤシエル・プイグ1号3ラン、エンリケ・ヘルナンデス1号2ラン
4. 審判
［球審］チャド・フェアチャイルド
［塁審］一塁: ジェフ・ネルソン、二塁: ジム・レイノルズ、三塁: フィールディン・カルブレス
［外審］左翼: カーウィン・ダンリー、右翼: テッド・バレット
5. 試合開始時刻: 太平洋夏時間（UTC-7）午後5時11分  試合時間: 3時間57分  観客: 5万4400人  気温: 74°F（23.3°C）
詳細: MLB.com Gameday / ESPN.com / Baseball-Reference.com / FanGraphs

| ボストン・レッドソックス | ボストン・レッドソックス | ボストン・レッドソックス | ボストン・レッドソックス | ボストン・レッドソックス                                                                                               | ロサンゼルス・ドジャース | ロサンゼルス・ドジャース | ロサンゼルス・ドジャース | ロサンゼルス・ドジャース | ロサンゼルス・ドジャース                                                                                  |
| ------------------------ | ------------------------ | ------------------------ | ------------------------ | --- | ------------------------ | ------------------------ | ------------------------ | ------------------------ | --- |
| 打順                     | 守備                     | 選手                     | 打席                     | E・ロドリゲスC・バスケスS・ピアースB・ホルトE・ヌニェスX・ボガーツA・ベニン · テンディM・ベッツJ・マルティネス（なし） | 打順                     | 守備                     | 選手                     | 打席                     | R・ヒルA・バーンズD・フリースM・マンシーJ・ターナーM・マチャドC・テイラーC・ベリンジャーY・プイグ（なし） |
| 1                        | 中                       | M・ベッツ                | 右                       | E・ロドリゲスC・バスケスS・ピアースB・ホルトE・ヌニェスX・ボガーツA・ベニン · テンディM・ベッツJ・マルティネス（なし） | 1                        | 一                       | D・フリース              | 右                       | R・ヒルA・バーンズD・フリースM・マンシーJ・ターナーM・マチャドC・テイラーC・ベリンジャーY・プイグ（なし） |
| 2                        | 左                       | A・ベニンテンディ        | 左                       | E・ロドリゲスC・バスケスS・ピアースB・ホルトE・ヌニェスX・ボガーツA・ベニン · テンディM・ベッツJ・マルティネス（なし） | 2                        | 二                       | M・マンシー              | 左                       | R・ヒルA・バーンズD・フリースM・マンシーJ・ターナーM・マチャドC・テイラーC・ベリンジャーY・プイグ（なし） |
| 3                        | 一                       | S・ピアース              | 右                       | E・ロドリゲスC・バスケスS・ピアースB・ホルトE・ヌニェスX・ボガーツA・ベニン · テンディM・ベッツJ・マルティネス（なし） | 3                        | 三                       | J・ターナー              | 右                       | R・ヒルA・バーンズD・フリースM・マンシーJ・ターナーM・マチャドC・テイラーC・ベリンジャーY・プイグ（なし） |
| 4                        | 右                       | J・マルティネス          | 右                       | E・ロドリゲスC・バスケスS・ピアースB・ホルトE・ヌニェスX・ボガーツA・ベニン · テンディM・ベッツJ・マルティネス（なし） | 4                        | 遊                       | M・マチャド              | 右                       | R・ヒルA・バーンズD・フリースM・マンシーJ・ターナーM・マチャドC・テイラーC・ベリンジャーY・プイグ（なし） |
| 5                        | 遊                       | X・ボガーツ              | 右                       | E・ロドリゲスC・バスケスS・ピアースB・ホルトE・ヌニェスX・ボガーツA・ベニン · テンディM・ベッツJ・マルティネス（なし） | 5                        | 中                       | C・ベリンジャー          | 左                       | R・ヒルA・バーンズD・フリースM・マンシーJ・ターナーM・マチャドC・テイラーC・ベリンジャーY・プイグ（なし） |
| 6                        | 三                       | E・ヌニェス              | 右                       | E・ロドリゲスC・バスケスS・ピアースB・ホルトE・ヌニェスX・ボガーツA・ベニン · テンディM・ベッツJ・マルティネス（なし） | 6                        | 右                       | Y・プイグ                | 右                       | R・ヒルA・バーンズD・フリースM・マンシーJ・ターナーM・マチャドC・テイラーC・ベリンジャーY・プイグ（なし） |
| 7                        | 二                       | B・ホルト                | 左                       | E・ロドリゲスC・バスケスS・ピアースB・ホルトE・ヌニェスX・ボガーツA・ベニン · テンディM・ベッツJ・マルティネス（なし） | 7                        | 左                       | C・テイラー              | 右                       | R・ヒルA・バーンズD・フリースM・マンシーJ・ターナーM・マチャドC・テイラーC・ベリンジャーY・プイグ（なし） |
| 8                        | 捕                       | C・バスケス              | 右                       | E・ロドリゲスC・バスケスS・ピアースB・ホルトE・ヌニェスX・ボガーツA・ベニン · テンディM・ベッツJ・マルティネス（なし） | 8                        | 捕                       | A・バーンズ              | 右                       | R・ヒルA・バーンズD・フリースM・マンシーJ・ターナーM・マチャドC・テイラーC・ベリンジャーY・プイグ（なし） |
| 9                        | 投                       | E・ロドリゲス            | 左                       | E・ロドリゲスC・バスケスS・ピアースB・ホルトE・ヌニェスX・ボガーツA・ベニン · テンディM・ベッツJ・マルティネス（なし） | 9                        | 投                       | R・ヒル                  | 左                       | R・ヒルA・バーンズD・フリースM・マンシーJ・ターナーM・マチャドC・テイラーC・ベリンジャーY・プイグ（なし） |
| 先発投手                 | 先発投手                 | 先発投手                 | 投球                     | E・ロドリゲスC・バスケスS・ピアースB・ホルトE・ヌニェスX・ボガーツA・ベニン · テンディM・ベッツJ・マルティネス（なし） | 先発投手                 | 先発投手                 | 先発投手                 | 投球                     | R・ヒルA・バーンズD・フリースM・マンシーJ・ターナーM・マチャドC・テイラーC・ベリンジャーY・プイグ（なし） |
| E・ロドリゲス            | E・ロドリゲス            | E・ロドリゲス            | 左                       | E・ロドリゲスC・バスケスS・ピアースB・ホルトE・ヌニェスX・ボガーツA・ベニン · テンディM・ベッツJ・マルティネス（なし） | R・ヒル                  | R・ヒル                  | R・ヒル                  | 左                       | R・ヒルA・バーンズD・フリースM・マンシーJ・ターナーM・マチャドC・テイラーC・ベリンジャーY・プイグ（なし） |

### 第5戦 10月28日
- ドジャー・スタジアム（カリフォルニア州ロサンゼルス）

|                          | 1 | 2 | 3 | 4 | 5 | 6 | 7 | 8 | 9 | R | H | E |
| ------------------------ | - | - | - | - | - | - | - | - | - | - | - | - |
| ボストン・レッドソックス | 2 | 0 | 0 | 0 | 0 | 1 | 1 | 1 | 0 | 5 | 8 | 0 |
| ロサンゼルス・ドジャース | 1 | 0 | 0 | 0 | 0 | 0 | 0 | 0 | 0 | 1 | 3 | 0 |

1. 勝利：デビッド・プライス（2勝）
2. 敗戦：クレイトン・カーショウ（2敗）
3. 本塁打
BOS：スティーブ・ピアース2号2ラン・3号ソロ、ムーキー・ベッツ1号ソロ、J.D.マルティネス1号ソロ
LAD：デビッド・フリース1号ソロ
4. 審判
［球審］ジェフ・ネルソン
［塁審］一塁: ジム・レイノルズ、二塁: フィールディン・カルブレス、三塁: カーウィン・ダンリー
［外審］左翼: テッド・バレット、右翼: チャド・フェアチャイルド
5. 試合開始時刻: 太平洋夏時間（UTC-7）午後5時17分  試合時間: 3時間0分  観客: 5万4367人  気温: 72°F（22.2°C）
詳細: MLB.com Gameday / ESPN.com / Baseball-Reference.com / FanGraphs

| ボストン・レッドソックス | ボストン・レッドソックス | ボストン・レッドソックス | ボストン・レッドソックス | ボストン・レッドソックス                                                                                             | ロサンゼルス・ドジャース | ロサンゼルス・ドジャース | ロサンゼルス・ドジャース | ロサンゼルス・ドジャース | ロサンゼルス・ドジャース                                                                                        |
| ------------------------ | ------------------------ | ------------------------ | ------------------------ | --- | ------------------------ | ------------------------ | ------------------------ | ------------------------ | --- |
| 打順                     | 守備                     | 選手                     | 打席                     | D・プライスC・バスケスS・ピアースB・ホルトR・デバースX・ボガーツA・ベニン · テンディM・ベッツJ・マルティネス（なし） | 打順                     | 守備                     | 選手                     | 打席                     | C・カーショウA・バーンズD・フリースM・マンシーJ・ターナーM・マチャドC・テイラーE・ヘルナンデスY・プイグ（なし） |
| 1                        | 中                       | M・ベッツ                | 右                       | D・プライスC・バスケスS・ピアースB・ホルトR・デバースX・ボガーツA・ベニン · テンディM・ベッツJ・マルティネス（なし） | 1                        | 一                       | D・フリース              | 右                       | C・カーショウA・バーンズD・フリースM・マンシーJ・ターナーM・マチャドC・テイラーE・ヘルナンデスY・プイグ（なし） |
| 2                        | 左                       | A・ベニンテンディ        | 左                       | D・プライスC・バスケスS・ピアースB・ホルトR・デバースX・ボガーツA・ベニン · テンディM・ベッツJ・マルティネス（なし） | 2                        | 三                       | J・ターナー              | 右                       | C・カーショウA・バーンズD・フリースM・マンシーJ・ターナーM・マチャドC・テイラーE・ヘルナンデスY・プイグ（なし） |
| 3                        | 一                       | S・ピアース              | 右                       | D・プライスC・バスケスS・ピアースB・ホルトR・デバースX・ボガーツA・ベニン · テンディM・ベッツJ・マルティネス（なし） | 3                        | 中                       | E・ヘルナンデス          | 右                       | C・カーショウA・バーンズD・フリースM・マンシーJ・ターナーM・マチャドC・テイラーE・ヘルナンデスY・プイグ（なし） |
| 4                        | 右                       | J・マルティネス          | 右                       | D・プライスC・バスケスS・ピアースB・ホルトR・デバースX・ボガーツA・ベニン · テンディM・ベッツJ・マルティネス（なし） | 4                        | 遊                       | M・マチャド              | 右                       | C・カーショウA・バーンズD・フリースM・マンシーJ・ターナーM・マチャドC・テイラーE・ヘルナンデスY・プイグ（なし） |
| 5                        | 遊                       | X・ボガーツ              | 右                       | D・プライスC・バスケスS・ピアースB・ホルトR・デバースX・ボガーツA・ベニン · テンディM・ベッツJ・マルティネス（なし） | 5                        | 二                       | M・マンシー              | 左                       | C・カーショウA・バーンズD・フリースM・マンシーJ・ターナーM・マチャドC・テイラーE・ヘルナンデスY・プイグ（なし） |
| 6                        | 二                       | B・ホルト                | 左                       | D・プライスC・バスケスS・ピアースB・ホルトR・デバースX・ボガーツA・ベニン · テンディM・ベッツJ・マルティネス（なし） | 6                        | 右                       | Y・プイグ                | 右                       | C・カーショウA・バーンズD・フリースM・マンシーJ・ターナーM・マチャドC・テイラーE・ヘルナンデスY・プイグ（なし） |
| 7                        | 三                       | R・デバース              | 左                       | D・プライスC・バスケスS・ピアースB・ホルトR・デバースX・ボガーツA・ベニン · テンディM・ベッツJ・マルティネス（なし） | 7                        | 左                       | C・テイラー              | 右                       | C・カーショウA・バーンズD・フリースM・マンシーJ・ターナーM・マチャドC・テイラーE・ヘルナンデスY・プイグ（なし） |
| 8                        | 捕                       | C・バスケス              | 右                       | D・プライスC・バスケスS・ピアースB・ホルトR・デバースX・ボガーツA・ベニン · テンディM・ベッツJ・マルティネス（なし） | 8                        | 捕                       | A・バーンズ              | 右                       | C・カーショウA・バーンズD・フリースM・マンシーJ・ターナーM・マチャドC・テイラーE・ヘルナンデスY・プイグ（なし） |
| 9                        | 投                       | D・プライス              | 左                       | D・プライスC・バスケスS・ピアースB・ホルトR・デバースX・ボガーツA・ベニン · テンディM・ベッツJ・マルティネス（なし） | 9                        | 投                       | C・カーショウ            | 左                       | C・カーショウA・バーンズD・フリースM・マンシーJ・ターナーM・マチャドC・テイラーE・ヘルナンデスY・プイグ（なし） |
| 先発投手                 | 先発投手                 | 先発投手                 | 投球                     | D・プライスC・バスケスS・ピアースB・ホルトR・デバースX・ボガーツA・ベニン · テンディM・ベッツJ・マルティネス（なし） | 先発投手                 | 先発投手                 | 先発投手                 | 投球                     | C・カーショウA・バーンズD・フリースM・マンシーJ・ターナーM・マチャドC・テイラーE・ヘルナンデスY・プイグ（なし） |
| D・プライス              | D・プライス              | D・プライス              | 左                       | D・プライスC・バスケスS・ピアースB・ホルトR・デバースX・ボガーツA・ベニン · テンディM・ベッツJ・マルティネス（なし） | C・カーショウ            | C・カーショウ            | C・カーショウ            | 左                       | C・カーショウA・バーンズD・フリースM・マンシーJ・ターナーM・マチャドC・テイラーE・ヘルナンデスY・プイグ（なし） |

## セレモニー
試合前のアメリカ合衆国国歌『星条旗』独唱・合唱と始球式を行った人物・グループは、それぞれ以下の通り。
| 試合  | 国歌独唱・合唱                                                                                     | 始球式                                                                          | 始球式                 |
| 試合  | 国歌独唱・合唱                                                                                     | 投手役                                                                          | 捕手役                 |
| ----- | -------------------------------------------------------------------------------------------------- | ------------------------------------------------------------------------------- | ---------------------- |
| 第1戦 | ジェームス・テイラー                                                                               | カール・ヤストレムスキー                                                        | ダスティン・ペドロイア |
| 第2戦 | タングルウッド音楽祭合唱団、 ボストン交響楽団少年合唱団、 ボストン・ポップス・オーケストラ［伴奏］ | デビッド・オルティーズやペドロ・ マルティネスら2004年のシリーズ 優勝メンバー7人 | （不明）               |
| 第3戦 | ブラッド・ペイズリー                                                                               | トミー・ラソーダ                                                                | スティーブ・ガービー   |
| 第4戦 | ライアン・テダー                                                                                   | カーク・ギブソン デニス・エカーズリー                                           | カーク・ギブソン       |
| 第5戦 | マイク・ダラガー （アメリカ沿岸警備隊二等兵曹）                                                    | オーレル・ハーシュハイザー                                                      | ミッキー・ハッチャー   |

第1戦の始球式は、レッドソックスOBのカール・ヤストレムスキーによって行われた。ヤストレムスキーによる第1戦の始球式は2004年・2007年・2013年にも行われていて、レッドソックスはいずれの年もその試合に勝利し、そしてそのシリーズを制しているという縁起の良さがある。結果的には、今シリーズもそうなった。
第4戦の始球式では、まずドジャースOBのカーク・ギブソンがマウンドへ上がった。ギブソンは30年前の1988年シリーズ第1戦、ドジャースが1点を追う9回裏二死一塁で故障を押して代打として登場、オークランド・アスレチックスの抑え投手デニス・エカーズリーから逆転サヨナラ本塁打を放っている。それから30年後、ギブソンが始球式のボールを投じようとしたところで進行役のジョー・バックがいったん止め、ギブソンは本塁打で人々の記憶に残っているのだから、とギブソンに本塁へ移るよう指示した。そしてバックの紹介でエカーズリーがダグアウトから登場し、ギブソンへボールを投じた。エカーズリーはレッドソックスOBでもあるが、この始球式ではアスレチックスのユニフォームを着用している。

## テレビ中継

### アメリカ合衆国
アメリカ合衆国におけるテレビ中継はFOXが放送した。実況はジョー・バックが、解説はジョン・スモルツが、フィールドリポートはケン・ローゼンタールとトム・バードゥッチが、それぞれ務めた。また試合前にはケビン・バークハート進行のコーナーがあり、デビッド・オルティーズやアレックス・ロドリゲス、フランク・トーマスが出演して試合の見所などを語った。
全5試合の平均視聴率は8.3%で、前年から2.4ポイント下降した。シリーズを通しての、全米および出場両チームの本拠地都市圏における視聴率等は以下の通り。
| 試合  | 日付           | 放送時間               | 全米   | 全米   | 全米     | マサチューセッツ州 / ニュー ハンプシャー州ボストン | マサチューセッツ州 / ニュー ハンプシャー州ボストン | カリフォルニア州 ロサンゼルス | カリフォルニア州 ロサンゼルス |
| 試合  | 日付           | 放送時間               | 視聴率 | 占拠率 | 視聴者数 | 視聴率                                             | 占拠率                                             | 視聴率                        | 占拠率                        |
| ----- | -------------- | ---------------------- | ------ | ------ | -------- | -------------------------------------------------- | -------------------------------------------------- | ----------------------------- | ----------------------------- |
| 第1戦 | 10月23日（火） | 午後08時06分〜00時03分 | 8.2%   | 16%    | 1376万人 | 35.1%                                              | 55%                                                | 24.8%                         | 42%                           |
| 第2戦 | 10月24日（水） | 午後08時04分〜11時22分 | 8.1%   | 15%    | 1346万人 | 不明                                               | 不明                                               | 不明                          | 不明                          |
| 第3戦 | 10月26日（金） | 午後08時06分〜02時12分 | 7.9%   | 18%    | 1325万人 | 30.3%                                              | 56%                                                | 25.0%                         | 45%                           |
| 第4戦 | 10月27日（土） | 午後08時07分〜00時08分 | 7.9%   | 16%    | 1356万人 | 30.5%                                              | 52%                                                | 24.7%                         | 47%                           |
| 第5戦 | 10月28日（日） | 午後08時12分〜11時17分 | 10.0%  | 18%    | 1763万人 | 43.2%                                              | 61%                                                | 26.0%                         | 45%                           |
| 平均  | 平均           | 平均                   | 8.3%   | 17%    | 1413万人 | 不明                                               | 不明                                               | 不明                          | 不明                          |

| 今シリーズ | 今シリーズ | 今シリーズ | 前年からの変動 | 前年からの変動  | 前年からの変動 | 前年からの変動 | 裏番組の最高視聴率                                | 裏番組の最高視聴率                                | 裏番組の最高視聴率                                | 裏番組の最高視聴率                                |
| 試合       | 視聴率     | 視聴者数   | 前年視聴率     |                 | 前年視聴者数   |                | 番組                                              | 放送局                                            | 放送時間                                          | 視聴率                                            |
| 試合       | 視聴率     | 視聴者数   | 前年視聴率     | 変動            | 前年視聴者数   | 変動           | 番組                                              | 放送局                                            | 放送時間                                          | 視聴率                                            |
| ---------- | ---------- | ---------- | -------------- | --------------- | -------------- | -------------- | ------------------------------------------------- | ------------------------------------------------- | ------------------------------------------------- | ------------------------------------------------- |
| 第1戦      | 8.2%       | 1376万人   | 8.7%           | 0.5ポイント下降 | 1497万人       | 121万人減少    | 『NCIS 〜ネイビー犯罪捜査班』                     | CBS                                               | 午後08時00分〜09時00分                            | 7.1%                                              |
| 第2戦      | 8.1%       | 1346万人   | 9.2%           | 1.1ポイント下降 | 1548万人       | 202万人減少    | 『シカゴ・ファイア』                              | NBC                                               | 午後09時00分〜10時00分                            | 5.0%                                              |
| 第3戦      | 7.9%       | 1325万人   | 8.9%           | 1.0ポイント下降 | 1567万人       | 242万人減少    | 『ブルーブラッド 〜NYPD家族の絆〜』               | CBS                                               | 午後10時00分〜11時00分                            | 5.1%                                              |
| 第4戦      | 7.9%       | 1356万人   | 8.7%           | 0.8ポイント下降 | 1540万人       | 184万人減少    | 『デイトラインNBC』                               | NBC                                               | 午後08時00分〜10時00分                            | 2.5%                                              |
| 第5戦      | 10.0%      | 1763万人   | 10.5%          | 0.5ポイント下降 | 1894万人       | 131万人減少    | 『サンデーナイトフットボール』                    | NBC                                               | 午後08時23分〜11時05分                            | 8.3%                                              |
| 第6戦      | （なし）   | （なし）   | 12.6%          | －              | 2229万人       | －             | －                                                | －                                                | －                                                | －                                                |
| 第7戦      | （なし）   | （なし）   | 15.8%          | －              | 2824万人       | －             | －                                                | －                                                | －                                                | －                                                |
| 平均       | 8.3%       | 1413万人   | 10.7%          | 2.4ポイント下降 | 1890万人       | 477万人減少    | ［註］放送時間は東部夏時間。太平洋夏時間は－3時間 | ［註］放送時間は東部夏時間。太平洋夏時間は－3時間 | ［註］放送時間は東部夏時間。太平洋夏時間は－3時間 | ［註］放送時間は東部夏時間。太平洋夏時間は－3時間 |

バックはFOXでMLB中継のほか、アメリカンフットボール・NFLの中継も担当している。FOXのNFL中継は1994年に始まり、これまでは主に日曜日昼の試合を放送していた。それに加えてこの年からは、木曜日夜の『サーズデーナイトフットボール』（TNF）の放送も、CBSおよびNBCからFOXへ移った。NFLのシーズンは9月に開幕するため、MLBポストシーズンと時期が重なる。バックはこれまで、MLBポストシーズン期間は日曜日昼のNFL中継への出演をなるべく控えてきたが、木曜日はワールドシリーズは移動日で試合がない。したがって10月25日、バックはテキサス州ヒューストンでTNFの実況を行うこととなった。もしワールドシリーズが最終第7戦までもつれ込んだ場合、バックはMLBポストシーズンとTNFの掛け持ちで全米7都市を行き来しながら、10月11日からの22日間で18試合の実況をこなすことになる。
| ワールドシリーズが最終第7戦までもつれた場合のジョー・バックの実況スケジュール | ワールドシリーズが最終第7戦までもつれた場合のジョー・バックの実況スケジュール | ワールドシリーズが最終第7戦までもつれた場合のジョー・バックの実況スケジュール | ワールドシリーズが最終第7戦までもつれた場合のジョー・バックの実況スケジュール | ワールドシリーズが最終第7戦までもつれた場合のジョー・バックの実況スケジュール |
| 日付                                                                          | リーグ                                                                        | 番組                                                                          | 開催都市                                                                      | 開催都市                                                                      |
| ----------------------------------------------------------------------------- | ----------------------------------------------------------------------------- | ----------------------------------------------------------------------------- | ----------------------------------------------------------------------------- | ----------------------------------------------------------------------------- |
| 10月11日（木）                                                                | NFL                                                                           | 第6週サーズデーナイトフットボール                                             | （01）ニュージャージー州イーストラザフォード                                  | 12, 53, 846, 9710                                                             |
| 10月12日（金）                                                                | MLB                                                                           | ナショナルリーグ優勝決定戦第1戦                                               | （02）ウィスコンシン州ミルウォーキー                                          | 12, 53, 846, 9710                                                             |
| 10月13日（土）                                                                | MLB                                                                           | ナショナルリーグ優勝決定戦第2戦                                               | （02）ウィスコンシン州ミルウォーキー                                          | 12, 53, 846, 9710                                                             |
| 10月14日（日）                                                                | 出演予定なし                                                                  | 出演予定なし                                                                  | 出演予定なし                                                                  | 12, 53, 846, 9710                                                             |
| 10月15日（月）                                                                | MLB                                                                           | ナショナルリーグ優勝決定戦第3戦                                               | （03）カリフォルニア州ロサンゼルス                                            | 12, 53, 846, 9710                                                             |
| 10月16日（火）                                                                | MLB                                                                           | ナショナルリーグ優勝決定戦第4戦                                               | （03）カリフォルニア州ロサンゼルス                                            | 12, 53, 846, 9710                                                             |
| 10月17日（水）                                                                | MLB                                                                           | ナショナルリーグ優勝決定戦第5戦                                               | （03）カリフォルニア州ロサンゼルス                                            | 12, 53, 846, 9710                                                             |
| 10月18日（木）                                                                | NFL                                                                           | 第7週サーズデーナイトフットボール                                             | （04）アリゾナ州グレンデール                                                  | 12, 53, 846, 9710                                                             |
| 10月19日（金）                                                                | MLB                                                                           | ナショナルリーグ優勝決定戦第6戦                                               | （05）ウィスコンシン州ミルウォーキー                                          | 12, 53, 846, 9710                                                             |
| 10月20日（土）                                                                | MLB                                                                           | ナショナルリーグ優勝決定戦第7戦                                               | （05）ウィスコンシン州ミルウォーキー                                          | 12, 53, 846, 9710                                                             |
| 10月21日（日）                                                                | 出演予定なし                                                                  | 出演予定なし                                                                  | 出演予定なし                                                                  | 12, 53, 846, 9710                                                             |
| 10月22日（月）                                                                | 出演予定なし                                                                  | 出演予定なし                                                                  | 出演予定なし                                                                  | 12, 53, 846, 9710                                                             |
| 10月23日（火）                                                                | MLB                                                                           | ワールドシリーズ第1戦                                                         | （06）マサチューセッツ州ボストン                                              | 12, 53, 846, 9710                                                             |
| 10月24日（水）                                                                | MLB                                                                           | ワールドシリーズ第2戦                                                         | （06）マサチューセッツ州ボストン                                              | 12, 53, 846, 9710                                                             |
| 10月25日（木）                                                                | NFL                                                                           | 第8週サーズデーナイトフットボール                                             | （07）テキサス州ヒューストン                                                  | 12, 53, 846, 9710                                                             |
| 10月26日（金）                                                                | MLB                                                                           | ワールドシリーズ第3戦                                                         | （08）カリフォルニア州ロサンゼルス                                            | 12, 53, 846, 9710                                                             |
| 10月27日（土）                                                                | MLB                                                                           | ワールドシリーズ第4戦                                                         | （08）カリフォルニア州ロサンゼルス                                            | 12, 53, 846, 9710                                                             |
| 10月28日（日）                                                                | MLB                                                                           | ワールドシリーズ第5戦                                                         | （08）カリフォルニア州ロサンゼルス                                            | 12, 53, 846, 9710                                                             |
| 10月29日（月）                                                                | 出演予定なし                                                                  | 出演予定なし                                                                  | 出演予定なし                                                                  | 12, 53, 846, 9710                                                             |
| 10月30日（火）                                                                | MLB                                                                           | ワールドシリーズ第6戦                                                         | （09）マサチューセッツ州ボストン                                              | 12, 53, 846, 9710                                                             |
| 10月31日（水）                                                                | MLB                                                                           | ワールドシリーズ第7戦                                                         | （09）マサチューセッツ州ボストン                                              | 12, 53, 846, 9710                                                             |
| 11月01日（木）                                                                | NFL                                                                           | 第9週サーズデーナイトフットボール                                             | （10）カリフォルニア州サンタクララ                                            | 12, 53, 846, 9710                                                             |

10月28日の昼にFOXが中継するNFLの試合は、ロサンゼルス・メモリアル・コロシアムでのグリーンベイ・パッカーズ対ロサンゼルス・ラムズ戦だった。シリーズ第5戦と同じカリフォルニア州ロサンゼルス市内での開催であるため、バックが試合間に移動して両試合の実況を行うのも不可能ではない。しかし今回、バックはシリーズ中継に専従し、NFL中継の実況はトム・ブレナマンが代役となった。バックは同日同都市2競技連続実況を2012年に経験しているが、今回はロサンゼルスの交通事情を考慮し、渋滞によるシリーズ中継への遅刻を避けるためNFLとの連続実況を回避した。
結局、ワールドシリーズは第5戦で決着し、22日間でバックの実況数は16試合になった。この日程についてバックは、父で同じく実況アナウンサーのジャックが生前にMLB中継とNFL中継、さらにラジオの聴取者参加型帯番組を同時期にこなしていたことを挙げて「自分のやってきたことなんてそれに比べたらまだまだ」と述べている。ただ、バックは例年1月のNFL・NFCチャンピオンシップゲーム頃に、本人曰く「体が『そろそろ休め』と言っているのか」風邪をひくが、今回はそれがシリーズ終了直後に来たという。
この放送は2019年5月20日に発表された第40回スポーツ・エミー賞において、最優秀中継特別番組賞を受賞した。
| 2017年 第118回アーミー＝ ネイビー・ゲーム （CBS） | スポーツ・エミー賞 最優秀中継特別番組賞 2018年 | 2019年 第83回マスターズ・ トーナメント （CBS） |

### 日本
日本での生中継の放送は、日本放送協会（NHK）の衛星放送チャンネル "BS1" で行われた。実況は伊藤慶太が、解説は岡島秀樹が務めた。第3戦の延長15回裏には、ドジャースのマックス・マンシーが放ったファウルがNHKの放送席に飛び込み、岡島が「すごい確率ですよね」と驚く、という一幕があった。

### キューバ
キューバでは前年のシリーズが、1日遅れの録画中継ながら、国営ラジオ・テレビ協会傘下のチャンネル "テレ・レベルデ" で放送されていた。キューバとアメリカ合衆国との国交は1961年1月3日から2015年7月20日まで断絶されており、その間キューバではMLB情報が制限されていたため、同国においてシリーズ中継がテレビ放送されたのは、およそ60年ぶりのことだった。それから1年後の今回、キューバの野球ファンはシリーズが生中継されることを望んでいた。しかし実際には、国内テレビ局は生中継どころか録画中継すらせず、2016年以前と同じ放送なしの状態に戻り、ファンを落胆させた。